# Edgar Buckingham

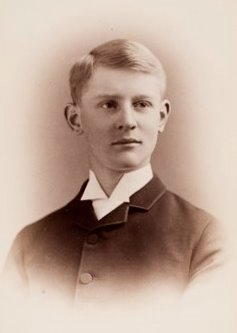
Edgar Buckingham, von Pach Brothers (1886).

Edgar Buckingham (* 8. Juli 1867 in Philadelphia; † 29. April 1940 in Washington, D.C.) war ein US-amerikanischer Physiker und Bodenmechaniker.

## Werk
Sein Physikstudium schloss Buckingham 1887 an der Harvard-Universität ab. Er studierte außerdem in Straßburg und Leipzig bei Wilhelm Ostwald und wurde 1893 an der Universität Leipzig zum Doktor der Philosophie promoviert.
Er arbeitete von 1902 bis 1906 im US-Landwirtschaftsministerium (United States Department of Agriculture oder USDA) als Bodenmechaniker und von 1907 bis 1937 an der nationalen US-Normenbehörde NBS (jetzt National Institute of Standards and Technology oder NIST). Seine Tätigkeitsfelder umfassten Bodenphysik, Gaseigenschaften, Akustik, Fluidmechanik und Wärmestrahlung. Er ist auch der Begründer des Pi-Theorems auf dem Gebiet der Dimensionsanalyse.
Buckingham beschäftigte sich zuerst mit der Bodenlüftung, besonders dem Verlust des Kohlendioxyds und seiner folgenden Wiederaufnahme durch Sauerstoff. Ergebnis seiner Experimente war, dass die Diffusion nicht wesentlich von der Bodenstruktur und von der Dichte oder vom Wassergehalt des Bodens abhängt. Mit einer empirischen Formel, die auf seinen Daten basierte, war Buckingham in der Lage, die Diffusionskonstante als Funktion des Luftinhalts anzugeben. Seine Erforschung des Gastransportes ergab, dass der Austausch der Gase in der Bodenlüftung auf Diffusion beruht und von den Veränderungen des atmosphärischen Drucks unabhängig ist.
Buckinghams Arbeit Studies on the movement of soil moisture wurde über das USDA im Jahre 1907 veröffentlicht. Dieses Dokument enthält drei Abschnitte. Der erste befasst sich mit der Verdampfung des Wassers unterhalb einer Bodenschicht. Buckingham fand heraus, dass der Boden je nach Beschaffenheit die Verdampfung stark hemmen kann, besonders in den Kapillaren der obersten Schichten. Der zweite Abschnitt betrachtet die Austrocknung des Bodens unter trockeneren und feuchten Bedingungen. Der dritte Abschnitt enthält wesentliche Zusammenhänge über die Kapillartätigkeit. Buckingham erkannte zunächst die Bedeutung der Adhäsionskräfte zwischen Boden und Wasser. Diese Zusammenhänge kamen später als relative Permeabilität in der Erdöltechnik zur Anwendung.
1927 wurde er Fellow der American Physical Society.

## Leben
- 1893  Lehrtätigkeit über anorganische Chemie und Physik an der Hochschule Bryn Mawr
- 1897–1899  Verfassen eines Thermodynamik-Lehrbuchs
- 1901  Heirat mit Elizabeth Holsteiner in Texas
- 1901  Lehrtätigkeit in Physik an der Universität von Wisconsin
- 1902–1906  Tätigkeit an der USDA-Behörde des Bodens, indem er zwei Veröffentlichungen über die Dynamik des Gases und des Wassers im Boden schrieb.
- 1907  Arbeit an der nationalen Normenbehörde (NBS)
- 1923  Status als erster unabhängiger NBS-Forscher (freigestellt von allen administrativen Aufgaben)
- 1937  Nach dem offiziellen Ausscheiden aus dem NBS im Alter von 70 Jahren setzte er seine Forschungen dennoch fort.